# Hrvatski nogometni kup 2010-2011
La Hrvatski nogometni kup 2010./11. (coppa croata di calcio 2010-11) fu la ventesima edizione della coppa nazionale croata, fu organizzata dalla Federazione calcistica della Croazia e fu disputata dal agosto 2010 al maggio 2011.
Il detentore era l'Hajduk Spalato, che in questa edizione fu eliminato negli ottavi di finale.
Il trofeo fu vinto dalla Dinamo Zagabria, al suo undicesimo titolo nella competizione, la sua diciottesima coppa nazionale contando anche le sette della Coppa di Jugoslavia.
Dato che la Dinamo vinse anche il campionato, il posto in UEFA Europa League 2011-2012 andò alla finalista sconfitta, il Varaždin (dal giugno 2010 questo è il nuovo nome del Varteks).

## Formula e partecipanti
Alla competizione parteciparono le migliori squadre delle divisioni superiori, con la formula dell'eliminazione diretta. I primi turni erano a gara singola, mentre quarti, semifinali e finale erano ad andata e ritorno.
Al turno preliminare accedono le squadre provenienti dalle  Županijski kupovi (le coppe regionali): le 21 vincitrici più le finaliste delle 11 coppe col maggior numero di partecipanti.
Le prime 16 squadre del ranking quinquennale di coppa (63 punti alla vincitrice della coppa, 31 alla finalista, 15 alle semifinaliste, 7 a quelle che hanno raggiunto i quarti, 3 a quelle eliminate agli ottavi, 1 se eliminate ai sedicesimi) sono ammesse di diritto ai sedicesimi di finale.

### Ammesse di diritto ai sedicesimi di finale
Le prime 16 squadre (coi punti) del ranking 2004-2009 entrano di diritto nei sedicesimi della Coppa 2010-11 (il Kamen Ingrad ha cessato l'attività nel 2008):
- 1 Dinamo Zagabria (199)
- 2 Rijeka (151)
- 3 Hajduk Spalato (123)
- 4 Varteks Varaždin (65)
- 5 Slaven Belupo (59)
- 6 NK Zagabria (45)
- 7 Cibalia (33)
- 8 Osijek (24)
- 9 Inter Zaprešić (21)
- 10 Kamen Ingrad (21)
- 11 Pomorac (15)
- 12 Segesta (13)
- 13 Istria 1961 (11)
- 14 Hrvatski Dragovoljac (10)
- 15 Konavljanin Čilipi (10)
- 16 Sebenico (9)
- 17 HAŠK 1903 (9)

### Le finali regionali
Le Županijski kupovi (le coppe regionali) 2009-2010 hanno qualificato le 32 squadre (segnate in giallo) che partecipano al turno preliminare della Coppa di Croazia 2010-11. Si qualificano le 21 vincitrici più le finaliste delle 11 coppe col più alto numero di partecipanti.
| Zona                                    | Regione                       | Vincitore                     | Finalista     | Risultato |
| OVEST                                   |                               |                               |               |           |
| --------------------------------------- | ----------------------------- | ----------------------------- | ------------- | --------- |
| OVEST                                   | Regione istriana              | Jedinstvo Omladinac Nedešćina | Pazinka       | ?         |
| OVEST                                   | Regione litoraneo-montana     | Opatija                       | ?             | ?         |
| OVEST                                   | Regione della Lika e di Segna | Novalja                       | ?             | ?         |
| CENTRO                                  |                               |                               |               |           |
| Città di Zagabria                       | Lokomotiva Zagabria           | Rudeš                         | ?             |           |
| Regione di Zagabria                     | Vinogradar                    | Vrbovec                       | ?             |           |
| Regione di Krapina e dello Zagorje      | Gaj Mače                      | ?                             | ?             |           |
| Regione di Karlovac                     | Karlovac                      | ?                             | ?             |           |
| Regione di Sisak e della Moslavina      | Moslavina                     | Mladost Petrinja              | ?             |           |
| NORD                                    |                               |                               |               |           |
| Regione di Virovitica e della Podravina | Suhopolje                     | Slatina                       | ?             |           |
| Regione di Koprivnica e Križevci        | Borac Imbriovec               | Podravac Virje                | ?             |           |
| Regione del Međimurje                   | Sloboda Slakovec              | Međimurje                     | ?             |           |
| Regione di Varaždin                     | Rudar 47 Donje Ladanje        | Zadrugar Hrastovsko           | ?             |           |
| Regione di Bjelovar e della Bilogora    | Bjelovar                      | Bilogorac Veliko Trojstvo     | ?             |           |
| EST                                     |                               |                               |               |           |
| Regione di Osijek e della Baranja       | BSK Bijelo Brdo               | Olimpija Osijek               | 2–1           |           |
| Regione di Vukovar e della Sirmia       | Nosteria Nuštar               | Graničar Županja              | 4–1           |           |
| Regione di Požega e della Slavonia      | Slavija Pleternica            | ?                             | ?             |           |
| Regione di Brod e della Posavina        | MV Croatia                    | Mladost Cernik                | ?             |           |
| SUD                                     |                               |                               |               |           |
| Regione zaratina                        | Velebit Benkovac              | Zadar                         | ?             |           |
| Regione di Sebenico e Tenin             | Zagora Unešić                 | ?                             | ?             |           |
| Regione spalatino-dalmata               | Hrvace                        | ?                             | ?             |           |
| Regione raguseo-narentana               | BŠK Zmaj Blato                | Neretvanac Opuzen             | 3–3 (3-0 dtr) |           |

### Riepilogo
| Turno entrata | 1ª Divisione 1.HNL | 2ª Divisione 2.HNL                                                                             | 3ª Divisione 3.HNL | Divisioni inferiori |
| ------------- | --- | ---------------------------------------------------------------------------------------------- | --- | --- |
| Preliminare   | Karlovac Lokomotiva Zagabria | MV Croatia Međimurje Rudeš Suhopolje Vinogradar                                                | Bjelovar BŠK Zmaj Blato Graničar Županja Hrvace Mladost Cernik Moslavina Novalja Olimpija Osijek Opatija Slavija Pleternica Velebit Benkovac Vrbovec Zagora Unešić | Bilogorac Veliko Trojstvo BSK Bijelo Brdo Borac Imbriovec Gaj Mače Jedinstvo Omladinac Nedešćina Mladost Petrinja Nosteria Nuštar Pazinka Podravac Virje Rudar 47 Donje Ladanje Sloboda Slakovec Zadrugar Hrastovsko |
| Sedicesimi    | Cibalia Dinamo Zagabria Hajduk Spalato Hrvatski Dragovoljac Inter Zaprešić Istria 1961 Osijek Rijeka Slaven Belupo Sebenico Varaždin NK Zagabria | HAŠK 1903 Pomorac                                                                              | Konavljanin Čilipi Segesta | |
| Non ammesse   | RNK Spalato Zadar | Croatia Sesvete Dugopolje HNK Gorica Imotski Junak Sinj Lučko Mosor Žrnovnica Solin Vukovar 91 | le altre 39 squadre | tutte le altre squadre |

### Calendario
| Turno                | Data                              | Numero gare | Squadre | Entrano in questo turno                                                |
| -------------------- | --------------------------------- | ----------- | ------- | ---------------------------------------------------------------------- |
| Turno preliminare    | 25 agosto 2010                    | 16          | 48 → 32 | Vincitrici delle 21 coppe regionali 11 finaliste delle coppe regionali |
| Sedicesimi di finale | 22 settembre 2010                 | 16          | 32 → 16 | Le migliori 16 del ranking                                             |
| Ottavi di finale     | 27 ottobre 2010                   | 8           | 16 → 8  | Nessuna                                                                |
| Quarti di finale     | 10 novembre 2010 24 novembre 2010 | 8           | 8 → 4   | Nessuna                                                                |
| Semifinali           | 6 aprile 2011 20 aprile 2011      | 4           | 4 → 2   | Nessuna                                                                |
| Finale               | 11 maggio 2011 25 maggio 2011     | 2           | 2 → 1   | Nessuna                                                                |

## Turno preliminare
Il sorteggio si è tenuto il 4 agosto 2010.
| Squadra 1          | Risultato             | Squadra 2                     |
| ------------------ | --------------------- | ----------------------------- |
| 25 agosto 2010     |                       |                               |
| Zagora Unešić      | 3 – 0                 | Jedinstvo Omladinac Nedešćina |
| Opatija            | 2 – 1                 | Velebit Benkovac              |
| BŠK Zmaj Blato     | 1 – 1 (dts) (1-2 dtr) | Karlovac                      |
| Pazinka            | 1 – 2                 | Zadrugar Hrastovsko           |
| Vrbovec            | 4 – 2 (dts)           | Mladost Cernik                |
| Mladost Petrinja   | 1 – 2                 | BSK Bijelo Brdo               |
| Međimurje          | 2 – 0                 | Hrvace                        |
| Moslavina          | 3 – 0                 | Gaj Mače                      |
| Nosteria Nuštar    | 3 – 2                 | Novalja                       |
| Graničar Županja   | 2 – 1                 | Olimpija Osijek               |
| MV Croatia         | 2 – 0                 | Sloboda Slakovec              |
| Bjelovar           | 4 – 4 (dts) (3-4 dtr) | Suhopolje                     |
| Podravac Virje     | 0 – 1                 | Rudar 47 Donje Ladanje        |
| Vinogradar         | 1 – 2 (dts)           | Lokomotiva Zagabria           |
| Slavija Pleternica | 7 – 0                 | Bilogorac Veliko Trojstvo     |
| Rudeš              | 4 – 1                 | Borac Imbriovec               |

## Sedicesimi di finale
Gli accoppiamenti vengono eseguiti automaticamente attraverso il ranking del momento (32ª–1ª, 31ª–2ª, 30ª–3ª, etc) e sono stati resi noti il 2 settembre 2010..
| Squadra 1              | Risultato   | Squadra 2            |
| ---------------------- | ----------- | -------------------- |
| 22 settembre 2010      |             |                      |
| Zadrugar Hrastovsko    | 0 – 6       | Dinamo Zagabria      |
| Rudar 47 Donje Ladanje | 2 – 10      | Hajduk Spalato       |
| Nosteria Nuštar        | 2 – 4       | Rijeka               |
| BSK Bijelo Brdo        | 0 – 2       | Varaždin             |
| Opatija                | 0 – 1       | Slaven Belupo        |
| Vrbovec                | 0 – 2       | NK Zagabria          |
| Slavija Pleternica     | 3 – 4 (dts) | Sebenico             |
| Rudeš                  | 0 – 3       | Cibalia              |
| Lokomotiva Zagabria    | 1 – 2       | Inter Zaprešić       |
| MV Croatia             | 1 – 2       | Osijek               |
| Graničar Županja       | 0 – 2       | Pomorac              |
| Suhopolje              | 3 – 1       | Segesta              |
| Zagora Unešić          | 2 – 4 (dts) | HAŠK 1903            |
| Međimurje              | 3 – 1       | Konavljanin Čilipi   |
| Istria 1961            | 3 – 1       | Hrvatski Dragovoljac |
| Karlovac               | 5 – 0       | Moslavina            |

## Ottavi di finale
Gli accoppiamenti vengono eseguiti automaticamente attraverso il ranking del momento (16ª–1ª, 15ª–2ª, 14ª–3ª, etc), viene sorteggiato il campo e sono stati resi noti il 22 ottobre 2010.

Il giorno della partita, Vjeran Simunić viene ingaggiato dal club vietnamita Hồ Chí Minh, quindi il Međimurje viene guidato dal vice allenatore Hrvoje Goričanec.
| Squadra 1       | Risultato   | Squadra 2       |
| --------------- | ----------- | --------------- |
| 27 ottobre 2010 |             |                 |
| Karlovac        | 0 – 2       | Dinamo Zagabria |
| Hajduk Spalato  | 0 – 1 (dts) | Istria 1961     |
| Rijeka          | 3 – 1       | Međimurje       |
| Varaždin        | 1 – 0       | HAŠK 1903       |
| Slaven Belupo   | 2 – 0       | Suhopolje       |
| Pomorac         | 0 – 1       | NK Zagabria     |
| Osijek          | 2 – 1       | Sebenico        |
| Inter Zaprešić  | 0 – 3       | Cibalia         |

## Quarti di finale
Gli abbinamenti sono stati eseguiti tramite sorteggio il 28 ottobre 2010.
| Squadra 1       | Totale | Squadra 2     | Andata     | Ritorno    |
| --------------- | ------ | ------------- | ---------- | ---------- |
|                 |        |               | 10.11.2010 | 24.11.2010 |
| Varaždin        | 6 – 3  | Rijeka        | 2 – 1      | 4 – 2      |
| NK Zagabria     | 2 – 6  | Slaven Belupo | 1 – 1      | 1 – 5      |
| Istria 1961     | 2 – 5  | Cibalia       | 2 – 3      | 0 – 2      |
| Dinamo Zagabria | 5 – 1  | Osijek        | 2 – 0      | 3 – 1      |

## Semifinali
| Squadra 1       | Totale | Squadra 2     | Andata     | Ritorno    |
| --------------- | ------ | ------------- | ---------- | ---------- |
|                 |        |               | 06.04.2011 | 20.04.2011 |
| Cibalia         | 1 – 3  | Varaždin      | 1 – 0      | 0 – 3      |
| Dinamo Zagabria | 5 – 1  | Slaven Belupo | 4 – 1      | 1 – 0      |

## Finale
| Squadra 1       | Totale | Squadra 2 | Andata     | Ritorno    |
| --------------- | ------ | --------- | ---------- | ---------- |
|                 |        |           | 11.05.2011 | 25.05.2011 |
| Dinamo Zagabria | 8 – 2  | Varaždin  | 5 – 1      | 3 – 1      |

### Andata
| Arbitro: | Bebek (Fiume) |

|                                                   |           |               |
| Sammir 10’ Tonel 45+1’ Bećiraj 72’ 79’ Badelj 80’ | Marcatori | 35’ D. Škvorc |

| Dinamo | Varaždin |

|                 |    |                |  |     |
|                 |    |                |  |     |
| P               | 30 | Ivan Kelava    |  |     |
| D               | 3  | Luis Ibáñez    |  |     |
| D               | 13 | Tonel          |  |     |
| D               | 14 | Šime Vrsaljko  |  |     |
| C               | 5  | Adrián Calello |  |     |
| C               | 10 | Sammir         |  | 85’ |
| C               | 16 | Milan Badelj   |  |     |
| C               | 25 | Leandro Cufré  |  |     |
| C               | 77 | Pedro Morales  |  | 65’ |
| A               | 21 | Fatos Bećiraj  |  |     |
| A               | 55 | Ante Rukavina  |  | 81’ |
| A disposizione: |    |                |  |     |
| C               | 11 | Ivan Tomečak   |  | 65’ |
| C               | 6  | Arijan Ademi   |  | 81’ |
| C               | 7  | Josip Brezovec |  | 85’ |
| Allenatore:     |    |                |  |     |
| Marijo Tot      |    |                |  |     |

|                 |    |                    |  |     |
|                 |    |                    |  |     |
| P               | 12 | Denis Krklec       |  |     |
| D               | 14 | Karlo Šimek        |  |     |
| D               | 18 | Adam Sušac         |  |     |
| D               | 19 | Josip Kvesić       |  |     |
| D               | 25 | Dino Škvorc        |  |     |
| C               | 5  | Mario Brlečić      |  |     |
| C               | 16 | Srebrenko Posavec  |  | 75’ |
| C               | 20 | Josip Golubar      |  |     |
| C               | 81 | Nikola Šafarić (c) |  |     |
| A               | 28 | Filip Škvorc       |  |     |
| A               | 30 | Davor Vugrinec     |  | 65’ |
| A disposizione: |    |                    |  |     |
| C               | 8  | Dejan Glavica      |  | 65’ |
| A               | 17 | Dominik Glavina    |  | 75’ |
| Allenatore:     |    |                    |  |     |
| Samir Toplak    |    |                    |  |     |

### Ritorno
| Arbitro: | Vučkov (Fiume) |

|            |           |                                   |
| Šafarić 6’ | Marcatori | 10’ Ibáñez 70’ Badelj 82’ Bećiraj |

| Varaždin | Dinamo |

|                 |    |                 |  |     |
|                 |    |                 |  |     |
| P               | 12 | Denis Krklec    |  | 73’ |
| D               | 15 | Nikola Tkalčić  |  |     |
| D               | 19 | Josip Kvesić    |  |     |
| D               | 25 | Dino Škvorc     |  |     |
| C               | 5  | Mario Brlečić   |  |     |
| C               | 6  | Roberto Punčec  |  |     |
| C               | 7  | Adnan Aganović  |  |     |
| C               | 8  | Dejan Glavica   |  | 61’ |
| C               | 10 | Nikola Šafarić  |  | 77’ |
| A               | 17 | Dominik Glavina |  |     |
| A               | 28 | Filip Škvorc    |  |     |
| A disposizione: |    |                 |  |     |
| C               | 20 | Josip Golubar   |  | 61’ |
| P               | 1  | Ante Mrmić      |  | 73’ |
| C               | 43 | Saša Hojski     |  | 77’ |
| Allenatore:     |    |                 |  |     |
| Samir Toplak    |    |                 |  |     |

|                 |    |                 |  |     |
|                 |    |                 |  |     |
| P               | 30 | Ivan Kelava     |  |     |
| D               | 3  | Luis Ibáñez     |  |     |
| D               | 6  | Arijan Ademi    |  |     |
| D               | 13 | Tonel           |  |     |
| D               | 14 | Šime Vrsaljko   |  | 73’ |
| C               | 8  | Mateo Kovačić   |  | 79’ |
| C               | 10 | Sammir          |  |     |
| C               | 11 | Ivan Tomečak    |  |     |
| C               | 15 | Mathias Chago   |  |     |
| C               | 16 | Milan Badelj    |  |     |
| A               | 55 | Ante Rukavina   |  | 57’ |
| A disposizione: |    |                 |  |     |
| A               | 21 | Fatos Bećiraj   |  | 57’ |
| D               | 4  | Leonard Mesarić |  | 73’ |
| C               | 7  | Josip Brezovec  |  | 79’ |
| Allenatore:     |    |                 |  |     |
| Marijo Tot      |    |                 |  |     |

## Marcatori
| Pos. | Giocatore       | Squadra | Reti |
| ---- | --------------- | ------- | ---- |
| 1    | Fatos Bećiraj   | Dinamo  | 8    |
| 2    | Duje Čop        | Hajduk  | 6    |
| 3    | Andrej Kramarić | Dinamo  | 4    |
| 3    | Dino Kresinger  | Cibalia | 4    |
| 3    | Hrvoje Štrok    | Rijeka  | 4    |